# 1977–1978-as NHL-szezon
Az 1977–1978-as NHL-szezon a hatvanegyedik NHL-szezon volt.

## Tabella
Megjegyzés: a vastagon szedett csapatok bejutottak a rájátszásba

### Prince of Wales-főcsoport
| Adams-divízió       | MSz | Gy | V  | D  | SzG | KG  | P   |
| ------------------- | --- | -- | -- | -- | --- | --- | --- |
| Boston Bruins       | 80  | 51 | 18 | 11 | 333 | 218 | 113 |
| Buffalo Sabres      | 80  | 44 | 19 | 17 | 288 | 215 | 105 |
| Toronto Maple Leafs | 80  | 41 | 29 | 10 | 271 | 237 | 92  |
| Cleveland Barons    | 80  | 22 | 45 | 13 | 230 | 325 | 57  |

| Norris-divízió      | MSz | Gy | V  | D  | SzG | KG  | P   |
| ------------------- | --- | -- | -- | -- | --- | --- | --- |
| Montréal Canadiens  | 80  | 59 | 10 | 11 | 359 | 183 | 129 |
| Detroit Red Wings   | 80  | 32 | 34 | 14 | 252 | 266 | 78  |
| Los Angeles Kings   | 80  | 31 | 34 | 15 | 243 | 245 | 77  |
| Pittsburgh Penguins | 80  | 25 | 37 | 18 | 254 | 321 | 68  |
| Washington Capitals | 80  | 17 | 49 | 14 | 195 | 321 | 48  |

### Clarence Campbell-főcsoport
| Patrick-divízió     | MSz | Gy | V  | D  | SzG | KG  | P   |
| ------------------- | --- | -- | -- | -- | --- | --- | --- |
| New York Islanders  | 80  | 48 | 17 | 15 | 334 | 210 | 111 |
| Philadelphia Flyers | 80  | 45 | 20 | 15 | 296 | 200 | 105 |
| Atlanta Flames      | 80  | 34 | 27 | 19 | 274 | 252 | 87  |
| New York Rangers    | 80  | 30 | 37 | 13 | 279 | 280 | 73  |

| Smythe-divízió        | MSz | Gy | V  | D  | SzG | KG  | P  |
| --------------------- | --- | -- | -- | -- | --- | --- | -- |
| Chicago Black Hawks   | 80  | 32 | 29 | 19 | 230 | 220 | 83 |
| Colorado Rockies      | 80  | 19 | 40 | 21 | 257 | 305 | 59 |
| Vancouver Canucks     | 80  | 20 | 43 | 17 | 239 | 320 | 57 |
| St. Louis Blues       | 80  | 20 | 47 | 13 | 195 | 304 | 53 |
| Minnesota North Stars | 80  | 18 | 53 | 9  | 218 | 325 | 45 |

## Kanadai táblázat
| Játékos           | Csapat              | MSz | G  | A  | P   | B   |
| ----------------- | ------------------- | --- | -- | -- | --- | --- |
| Guy Lafleur       | Montréal Canadiens  | 78  | 60 | 72 | 132 | 26  |
| Bryan Trottier    | New York Islanders  | 77  | 46 | 77 | 123 | 46  |
| Darryl Sittler    | Toronto Maple Leafs | 80  | 45 | 72 | 117 | 100 |
| Jacques Lemaire   | Montréal Canadiens  | 76  | 36 | 61 | 97  | 14  |
| Denis Potvin      | New York Islanders  | 80  | 30 | 64 | 94  | 81  |
| Mike Bossy        | New York Islanders  | 73  | 53 | 38 | 91  | 6   |
| Terry O'Reilly    | Boston Bruins       | 77  | 29 | 61 | 90  | 211 |
| Gilbert Perreault | Buffalo Sabres      | 79  | 41 | 48 | 89  | 20  |
| Bobby Clarke      | Philadelphia Flyers | 71  | 21 | 68 | 89  | 83  |
| Lanny McDonald    | Toronto Maple Leafs | 74  | 47 | 40 | 87  | 54  |
| Wilf Paiement     | Colorado Rockies    | 80  | 31 | 56 | 87  | 114 |

## Kapusok statisztikái
| Játékos         | Csapat              | MSz | Gy | V  | D  | Perc | KG  | SO | KGÁ  |
| --------------- | ------------------- | --- | -- | -- | -- | ---- | --- | -- | ---- |
| Ken Dryden      | Montréal Canadiens  | 52  | 37 | 7  | 7  | 3071 | 105 | 5  | 2.05 |
| Bernie Parent   | Philadelphia Flyers | 49  | 29 | 6  | 13 | 2923 | 108 | 7  | 2.22 |
| Gilles Gilbert  | Boston Bruins       | 25  | 15 | 6  | 2  | 1326 | 56  | 2  | 2.53 |
| Glenn Resch     | New York Islanders  | 45  | 28 | 9  | 7  | 2637 | 112 | 3  | 2.55 |
| Tony Esposito   | Chicago Black Hawks | 64  | 28 | 22 | 14 | 3840 | 168 | 5  | 2.63 |
| Don Edwards     | Buffalo Sabres      | 72  | 38 | 16 | 17 | 4209 | 185 | 5  | 2.64 |
| Billy Smith     | New York Islanders  | 38  | 20 | 8  | 8  | 2154 | 95  | 2  | 2.65 |
| Michel Larocque | Montréal Canadiens  | 30  | 22 | 3  | 4  | 1729 | 77  | 1  | 2.67 |
| Mike Palmateer  | Toronto Maple Leafs | 63  | 34 | 19 | 9  | 3760 | 172 | 5  | 2.74 |
| Dan Bouchard    | Atlanta Flames      | 58  | 25 | 12 | 19 | 3340 | 153 | 2  | 2.75 |

## Stanley-kupa rájátszás

### Első forduló
A divízióbajnokok egyenesen bekerültek a negyeddöntőbe; a többi nyolc csapat az első fordulóban egy három mérkőzésből álló szériát játszott a negyeddöntőbe jutásért.
- Atlanta Flames (7) 0 - Detroit Red Wings (9) 2
- Toronto Maple Leafs (6) 2 - Los Angeles Kings (10) 0
- Philadelphia Flyers (4) 2 - Colorado Rockies (12) 0
- Buffalo Sabres (5) 2 - New York Rangers (11) 1

### Negyeddöntő
- Montréal Canadiens (1) 4 - Detroit Red Wings (9) 1
- New York Islanders (3) 3 - Toronto Maple Leafs (6) 4
- Boston Bruins (2) 4 - Chicago Black Hawks (8) 0
- Philadelphia Flyers (4) 4 - Buffalo Sabres (5) 1

### Elődöntő
- Montréal Canadiens (1) 4 - Toronto Maple Leafs (6) 0
- Boston Bruins (2) 4 - Philadelphia Flyers (4) 1

### Döntő
Boston Bruins vs. Montréal Canadiens
| Dátum     | Idegenben          | Eredmény | Otthon             | Eredmény | Megjegyzés |
| --------- | ------------------ | -------- | ------------------ | -------- | ---------- |
| Május 13. | Boston Bruins      | 1        | Montréal Canadiens | 4        |            |
| Május 16. | Boston Bruins      | 2        | Montréal Canadiens | 3        | (hossz.)   |
| Május 18. | Montréal Canadiens | 0        | Boston Bruins      | 4        |            |
| Május 21. | Montréal Canadiens | 3        | Boston Bruins      | 4        | (hossz.)   |
| Május 23. | Boston Bruins      | 1        | Montréal Canadiens | 4        |            |
| Május 25. | Montréal Canadiens | 4        | Boston Bruins      | 1        |            |

A hét mérkőzésből álló párharcot (négy győzelemig tartó sorozatot) a Montréal nyerte 4:2-re, így ők lettek a Stanley-kupa bajnokok.

## NHL díjak
- Prince of Wales-trófea — Montréal Canadiens
- Clarence S. Campbell-tál - New York Islanders
- Art Ross-trófea - Guy Lafleur, Montréal Canadiens
- Bill Masterton-emlékkupa - Butch Goring, Los Angeles Kings
- Calder-emlékkupa - Mike Bossy, New York Islanders
- Conn Smythe-trófea Larry Robinson, Montréal Canadiens
- Frank J. Selke-trófea Bob Gainey, Montréal Canadiens
- Hart-emlékkupa - Guy Lafleur, Montréal Canadiens
- Jack Adams-díj - Bobby Kromm, Detroit Red Wings
- James Norris-emlékkupa - Denis Potvin, New York Islanders
- Lady Byng-emlékkupa - Butch Goring, Los Angeles Kings
- Lester B. Pearson-díj - Guy Lafleur, Montréal Canadiens
- Plusz/minusz vezető - Guy Lafleur, Montréal Canadiens
- Vezina-trófea (legjobb kapusok) - Ken Dryden, Montréal Canadiens és Michel Larocque, Montréal Canadiens
- Lester Patrick-trófea (USA-i hoki iránti szolgálat) - Phil Esposito, Tom Fitzgerald, William Thayer Tutt, Bill Wirtz

### Első All-Star csapat
- Kapus: Ken Dryden, Montréal Canadiens
- Hátvéd: Denis Potvin, New York Islanders
- Hátvéd: Brad Park, Boston Bruins
- Center: Bryan Trottier, New York Islanders
- Balszélső: Clark Gillies, New York Islanders
- Jobbszélső: Guy Lafleur, Montréal Canadiens

### Második All-Star csapat
- Kapus: Don Edwards, Buffalo Sabres
- Hátvéd: Larry Robinson, Montréal Canadiens
- Hátvéd: Börje Salming, Toronto Maple Leafs
- Center: Darryl Sittler, Toronto Maple Leafs
- Balszélső: Steve Shutt, Montréal Canadiens
- Jobbszélső: Mike Bossy, New York Islanders

## Debütálók
Itt a fontosabb debütálók szerepelnek, első csapatukkal. A csillaggal jelöltek a rájátszásban debütáltak.
- Doug Wilson, Chicago Black Hawks
- Barry Beck, Colorado Rockies
- Dale McCourt, Detroit Red Wings
- Václav Nedomanský, Detroit Red Wings
- Dave Taylor Los Angeles Kings
- Mike Bossy, New York Islanders
- Ron Duguay, New York Rangers
- Glen Hanlon, Vancouver Canucks
- Murray Bannerman, Vancouver Canucks
- Robert Picard, Washington Capitals

## Visszavonulók
Itt a fontosabb olyan játékosok szerepelnek, akik utolsó NHL-meccsüket ebben a szezonban játszották.
- John Bucyk, Boston Bruins
- Eddie Johnston, Chicago Black Hawks
- Jim Neilson, Cleveland Barons (a World Hockey Associationban tovább játszott)
- Dennis Hull, Detroit Red Wings
- Ed Giacomin, Detroit Red Wings
- Bill Goldsworthy, New York Rangers (a World Hockey Associationban tovább játszott)
- Dallas Smith, New York Rangers
- Ken Hodge, New York Rangers
- Rod Gilbert, New York Rangers
- Claude Larose, St. Louis Blues
- Jimmy Roberts, St. Louis Blues
- Red Berenson, St. Louis Blues
- Cesare Maniago, Vancouver Canucks